# Джон Смит
Джон Смит (на английски: John Smith) е британски капитан, авантюрист, войник и заселник, живял между 1580 и 1631 г.
Започва кариерата си като войник във Франция, впоследствие подкрепя холандски бунтовници и посещава Рим с поклонници. През 1602 г. участва като наемник в един от последните кръстоносни походи срещу турците, организиран от Хабсбургската монархия. По собствените му думи убива трима пехливани и като награда получава оръжие от Сигизмунд Батори. Пленен е и е продаден в робство. Робите са „оковани за врата по двайсет в група“. Отведен е в Одрин, после в Цариград и оттам във Варна, откъдето отплава за Татария (най-вероятно Крим). Убива господаря си, бяга в Мароко и се връща в Англия през 1605 г.
През 1606 г. е един от първите 105 емигранти, които основават Вирджиния и е водеща фигура в колонизацията ѝ. Става президент на Вирджиния и адмирал на Нова Англия. Книгите му биват преиздавани и превеждани и през XVIII век.